# Biosphärenreservat Oberlausitzer Heide- und Teichlandschaft

Logo des Biosphärenreservats beim EUROPARC Deutschland, dem Dachverband der Nationalparks, UNESCO-Biosphärenreservate und Naturparks

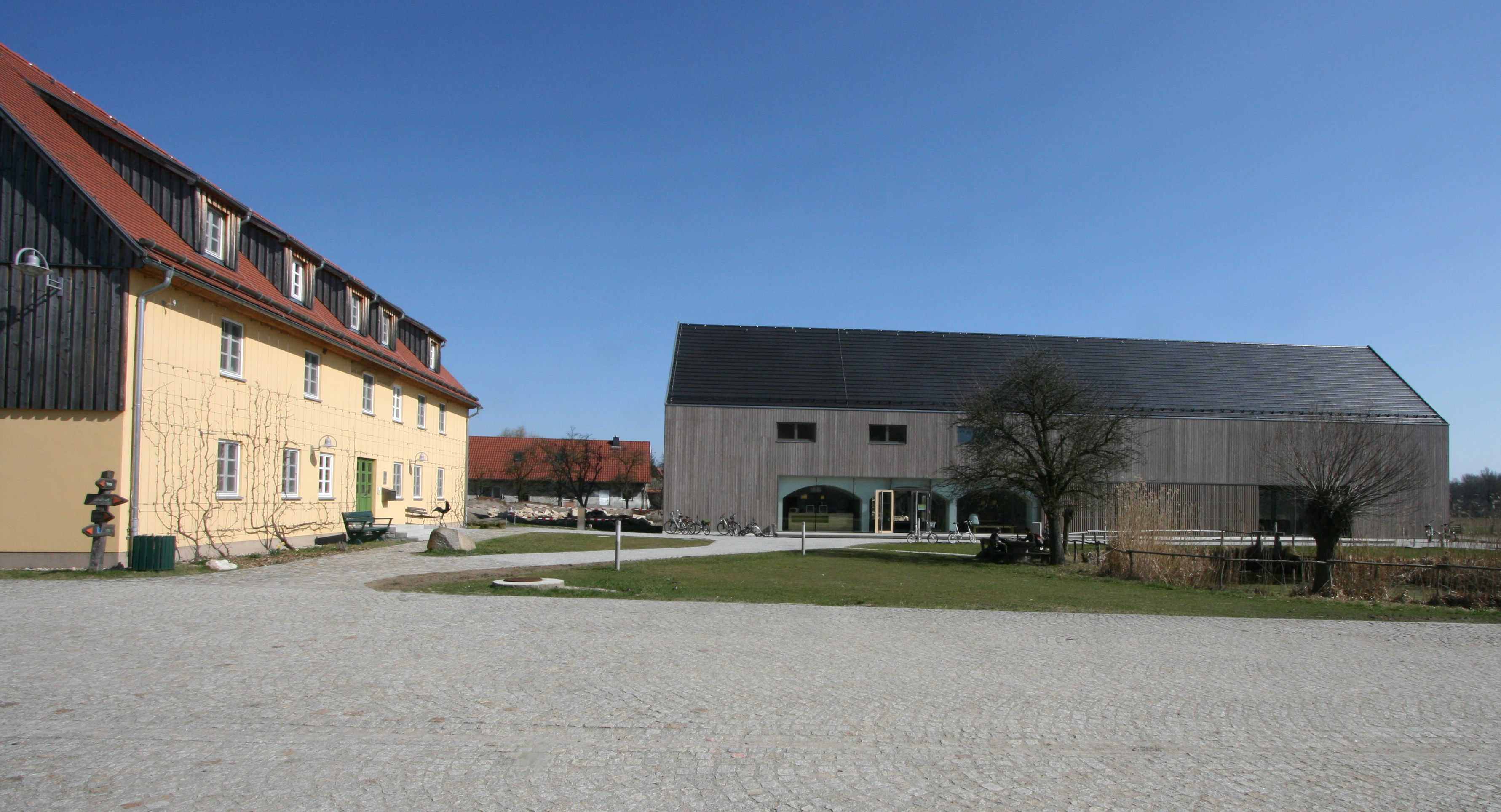
Besucherzentrum „Haus der Tausend Teiche“ in Wartha bei Guttau

Das Biosphärenreservat Oberlausitzer Heide- und Teichlandschaft (abgekürzt BROHTL, obersorbisch Biosferowy rezerwat Hornjołužiska holanska a hatowa krajinaⓘ), im Naturraum Oberlausitzer Heide- und Teichgebiet in Ostsachsen gelegen, ist seit 1996 das 13. UNESCO-Biosphärenreservat Deutschlands. Es wurde auf Grund seiner einzigartigen Naturausstattung als Landschaftsschutzgebiet und ab 1994 als Biosphärenreservat ausgewiesen. Es umfasst eine historisch gewachsene Kulturlandschaft mit einer bemerkenswert reichen Naturausstattung und besonderen Bedeutung für den Natur- und Artenschutz. Zusammen mit dem nördlichen Niederlausitzer Teil ist es die größte zusammenhängende Teichlandschaft Mitteleuropas.

## Lage und Größe

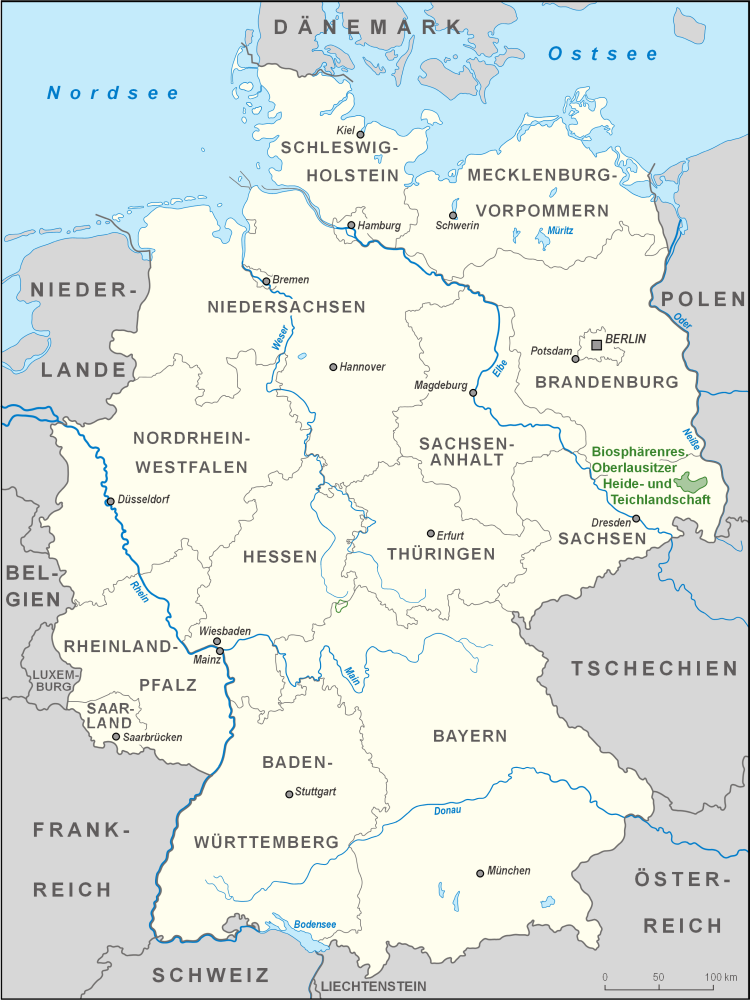
Lage des Biosphärenreservats Oberlausitzer Heide- und Teichlandschaft (OSM)

Es befindet sich in den Landkreisen Görlitz und Bautzen im Freistaat Sachsen und liegt in etwa in der Mitte zwischen den Städten Hoyerswerda, Niesky, Weißwasser, Weißenberg und Bautzen. Die Gesamtfläche des Reservates liegt bei 30.102 ha davon 13.153 ha als Naturschutzgebiet in 21 Teilflächen. Das Naturschutzgebiet ist wesentlicher Teil des FFH-Gebietes „Oberlausitzer Heide und Teichlandschaft“.
Die Gegend ist die teichreichste Gegend Deutschlands, von der Gesamtfläche sind 141,6 km² mit Wald bedeckt, etwa 27,5 km² sind Teiche, Flüsse, Fließgewässer und sonstige Wasserflächen, die bleibende Fläche ist Kulturlandschaft. Die Teichnutzfläche beträgt 22,3 km². Es gibt im Reservat über 350 kleinere Teiche und Seen, die fast alle künstlich geschaffen wurden und über ein System von Gräben mit Wehren und Rohrleitungen verbunden sind. Diese sind in 39 Teichgruppen zusammengefasst, welche verschiedener Nutzungsintensität unterliegen und auf Grund ihres Umfelds verschiedene Strukturen aufweisen.

## Geschichte
Die das Gebiet prägenden über 350 Teiche wurden vor allem im 16. Jahrhundert beständig verändert. Bereits im 13. Jahrhundert bei Ansiedlung deutscher Bauern im slawischen Siedlungsgebiet erfolgte die Anlage der ersten Teiche. Die verstärkte Urbarmachung der Landschaft hatte die Umwandlung von einem großen Teil der Nieder- und Zwischenmoore in Teiche, Wiesen oder Äcker zur Folge. Besonders massiv wirkte sich dabei die umfangreiche Melioration nach 1950 aus.
Ebenso sank mit zunehmender Besiedlung die Fläche dicht bestockter naturnaher Wälder. Rodungen führten im Zusammenhang mit der Übernutzung des Waldes, der Waldweide und Streunutzung vor allem im 18. Jahrhundert oft zu Holzmangel. Eine weitere Folge der Übernutzung war die großflächige Verheidung der Waldflächen. Erst seit Mitte des 19. Jahrhunderts gelang es, vorrangig über Kiefernforste, die noch heute das Waldbild dominieren, diese Entwicklung umzukehren.
Heideflächen sind heute nur noch als Zeugen ehemaliger militärischer Nutzung in Teilen zu finden. Die landwirtschaftliche Nutzfläche war bis zum 19. Jahrhundert, als es durch die Ablösung der herrschaftlichen Rechte, durch die Agrarreform und die Einführung des Kartoffelanbaus zur verstärkten Entwicklung der Landwirtschaft kam, deutlich kleiner und konzentrierte sich schon immer auf die Auen der Kleinen Spree, der Spree und des Schwarzen Schöpses. Angebaut wurde vor allem Roggen, aber auch Gerste, Buchweizen und Hirse.
Grünland spielte nur eine relativ geringe Rolle. Streuwiesen, von denen es heute nur noch Reste gibt, waren früher deutlich häufiger. Rinder-, Schaf- und Schweinehaltung waren und sind allgemein verbreitet. Auch die Gänsezucht war nicht unbedeutend, während Pferde und Ziegen seltener gehalten wurden. Lange Tradition haben Bienenzucht und Zeidlerei. Der nach 1900 betriebene Kaolin-, Ton-, Kies- und vor allem der Braunkohleabbau wirken sich bis heute durch Restlöcher, Kippen und Grundwasserabsenkung landschaftsprägend aus.
Obwohl die Bedeutung des Gebietes für den Naturschutz schon lange bekannt war, wurden Naturschutzgebiete erst ab den 1960er Jahren eingerichtet, als die Gefährdungen durch die Intensivierung der Produktion und Einflüsse des Bergbaus erheblich zunahmen.

## Geologie
Das Biosphärenreservat befindet sich auf dem Lausitzer Granitmassiv und dem Görlitzer Schiefergebirge. Im Süden besteht das Grundgebirge aus Lausitzer Granodiorit und Grauwacke im Norden aus Kieselschiefer-Hornstein-Konglomerat. Über dem Grundgebirge lagern Sedimente aus dem Tertiär und dem Pleistozän. Im Norden sind tertiäre Braunkohlenflöze vorhanden. Im Süden pleistozäne Sande und Kiese. Interessant sind die Ablagerungen aus dem Quartär. Hier sind im Heidegebiet eindrucksvolle Dünen markante Erscheinungen.(Dünen und Flugsand).

## Zonierung
Es sind vier sich in ihrem Nutzungstyp unterscheidenden Zonen im Reservat vorhanden. Dabei handelt es sich um die Kernzone (core area), die Pflegezone (buffer zone), die Entwicklungszone (transition zone) und die Regenerierungszone (regeneration zone).
Die Kernzone, welche 3,7 Prozent der Gesamtlandfläche ausmacht, dient der Gewährleistung eines durch den Menschen unbeeinflussten Gebietes, wo ökosystemare Prozesse weitgehend eigendynamisch ablaufen. Dazu gehören neben Bruchwäldern und Moor- und Heidebereichen auch Dünenlandschaften. Sie beinhaltet fast alle im Gebiet vorkommenden Lebensräume. Schwerpunkte bilden die Waldlebensräume und die Heide- und Sukzessionsflächen.
Die Pflegezone mit einem nur etwa 40-prozentigen terrestrischen Gesamtflächenanteil weist neben naturschutzfachlich wertvollen Wiesen und Teichgebieten, naturnahe Waldgebiete, Flussbereiche, Auwälder, sowie eine Insel auf. Der Schwerpunkt liegt auf den Teichgruppen und Heideflächen mit daran angrenzenden Waldgebieten sowie auf Feuchtwiesen und grünlandreichen Flussauen. Der größte Anteil der Moore und Röhrichte sowie der Heide- und Trockenrasenflächen befinden sich in dieser Zone.
Die Entwicklungszone wurde auf Grund der besonderen Einflussnahme durch den Menschen in Bereichen der Bergbaufolgelandschaften und deren Randgebiete in eine Entwicklungszone der Harmonischen Kulturlandschaft und eine Entwicklungszone der Regenerierungsbereiche aufgeteilt. In ersterer sind ein Großteil der Flächen intensiver genutzte Landwirtschaftsflächen, artenarme Kiefernwälder und die Siedlungen, welche jeweils ihre größten Anteile in dieser Zone aufweisen. Zu den Regenerierungsbereichen gehört vor allem die Bergbaufolgelandschaft mit strukturarmen Bereichen und einem hohen Anteil fremdländischer Baumarten.

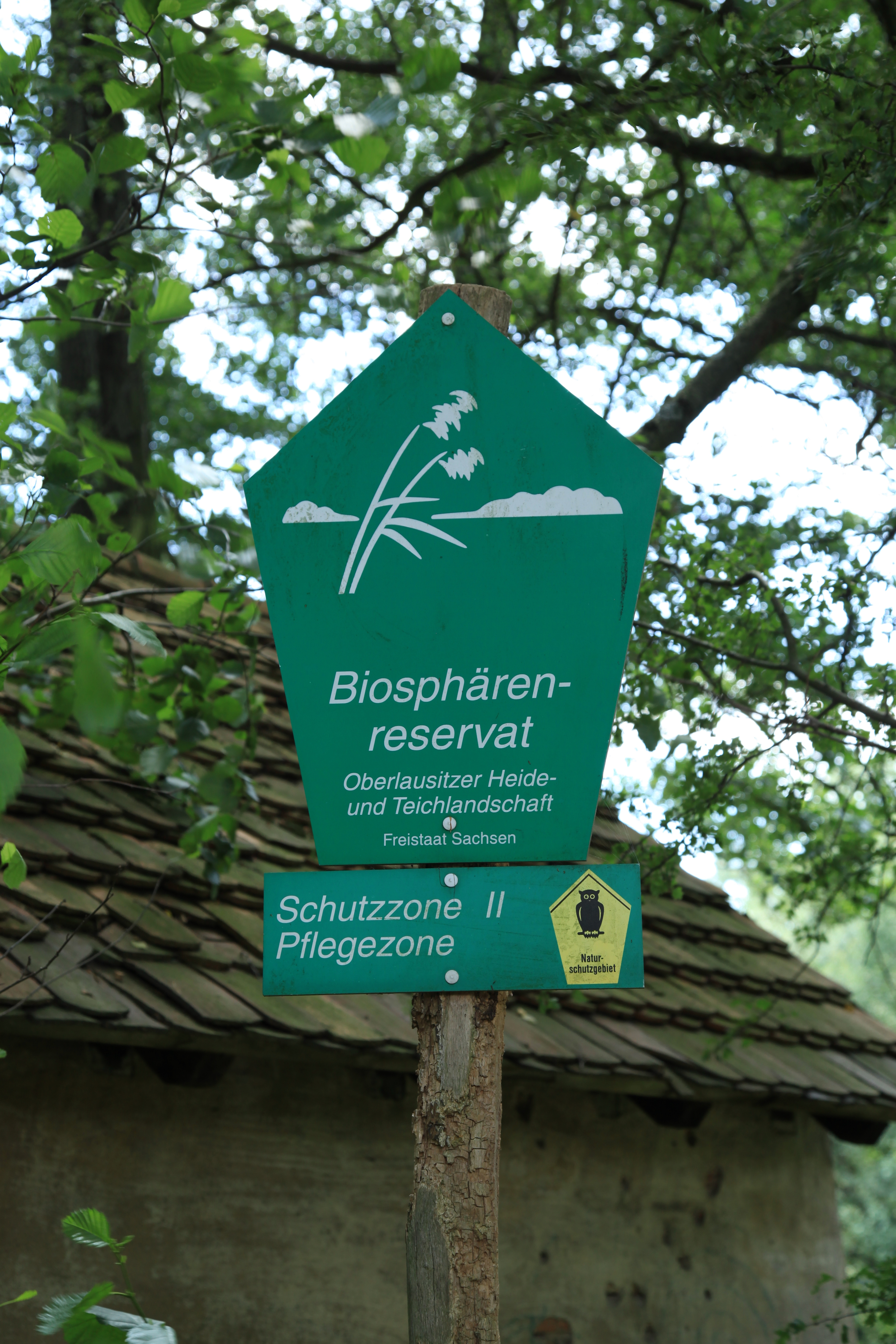
Hinweisschild am Weißen Lug bei Kreba-Neudorf

## Natura 2000
Die Kern- und Pflegezone sind als Naturschutzgebiet, FFH- und SPA-Gebiet ausgewiesen. Das FFH-Gebiet „Oberlausitzer Heide und Teichlandschaft“ dient dem Schutz der Lebensraumtypen 3150 Eutrophe Stillgewässer, 4010 und 4030 Feuchte bzw. Trockene Heiden, 7140 Übergangs- und Schwingrasenmoore sowie 91D2* Waldkiefern-Moorwälder.
Des Weiteren sind die Vorkommen der Arten Scheidenblütgras (Coleanthus subtilis), Großer Feuerfalter (Lycaena dispar), Große Moosjungfer (Leucorrhinia pectoralis), Schmalbindiger Breitflügel-Tauchkäfer (Graphoderus bilineatus), Steinbeißer (Cobitis taenia bzw. Cobitis taenia x elongatoides), Rotbauchunke (Bombina bombina), Mopsfledermaus (Barbastella barbastellus) und Fischotter (Lutra lutra) unter Schutz gestellt.
Das SPA-Gebiet „Biosphärenreservat Oberlausitzer Heide- und Teichlandschaft“ beherbergt unter Schutz wesentliche Teile der sächsischen Population von Rohrdommel (Botaurus stellaris), Seeadler (Haliaeetus albicilla), Kranich (Grus grus), Flussseeschwalbe (Sterna hirundo) und Ziegenmelker (Caprimulgus europaeus).

## Vegetation und Flora
Die ursprüngliche Vegetation des Gebietes war mit hoher Wahrscheinlichkeit nicht komplett bewaldet, Zwischen- und Niedermoore waren von der mehr oder weniger geschlossenen Waldfläche ausgenommen. Dabei dominierte im Gegensatz zu dem heute mit 39 Prozent der Gesamtfläche vorherrschenden Lebensraumtyp Kiefernwald die Buche. Die derzeit vorherrschende potentiell natürliche Vegetation geht mit den aktuellen Standortverhältnissen einher. Es überwiegen Pflanzengesellschaften der nährstoffarmen Standorte, außerhalb der Flussauen sind Eichen und Kiefern vorherrschend.
Das Biosphärenreservat hat einen Offenlandanteil von 3,7 Prozent, welcher aus Zwergstrauchheiden, Trockenrasen und Sukzessionsflächen besteht.
Zu den Leitarten, welche besonders eng an die Eigenschaften der Lebensräume gebunden sind, gehören die Glockenheide, die Moosbeere, der Rundblättrige und der Mittlere Sonnentau sowie der Sumpfporst. Weiterhin kommen im Biosphärenreservat beispielsweise das Scheidenwollgras, das Weiße und das Braune Schnabelried, der Wassernabel, die Sumpfkalla, der Sandtragant und der Hainwachtelweizen vor.

## Fauna
Im Jahr 2008 gab es im Gebiet Nachweise von über 3.400 Tierarten, darunter 807 Arten der sächsischen Roten Listen. Die Libellenfauna des Gebietes ist mit 53 Libellenarten besonders gut untersucht. Erwähnenswert ist das Vorkommen aller vier Moosjungfer-Arten (Zierliche Moosjungfer, Kleine Moosjungfer, Große Moosjungfer, Nordische Moosjungfer), sowie der Grünen Keiljungfer. Die Teiche sind Lebensraum zahlreicher Wasserkäferarten, die extensiv genutzten Waldwiesen und Heideflächen bieten zahlreiche Tagfalterarten. Auf den Flächen der ehemaligen Truppenübungsplätze leben Grabwespen und Wildbienen (beispielsweise Oxybelus latro oder Lasioglossum subfasciatum).
Im Gebiet kommen 23 Fischarten vor, besonders hervorzuheben sind der Europäische Schlammpeitzger, das Bachneunauge und der Steinbeißer. Weitere Arten haben ihren Lebensraum im Rahmen der Fischzucht sowie durch Einbürgerung gefunden.
Zu den 15 präsenten Amphibienarten gehören vergleichsweise große Bestände vom Europäischen Laubfrosch, dem Moorfrosch, der Rotbauchunke und lokal vom Nördlichen Kammmolch. Unter den sechs vorkommenden Reptilienarten sind Glattnatter und Kreuzotter.
Seit dem Jahr 1997 konnten 161 Brutvogelarten festgestellt werden, dabei gehören einigen Arten zu wesentlichen Teilen der sächsischen Population. Im Biosphärenreservat brütet der Seeadler, mittlerweile mit etwa 20 und der Kranich mit 45–50 Paaren.
Bei der Rohrdommel konnten bis zu 20 rufende Männchen erfasst werden. Weiterhin gibt es an den Teichen große Bestände des Drosselrohrsängers (über etwa 400 Reviere verteilt), der Fluss-Seeschwalbe mit etwa 155 Paaren und des Zwergtauchers mit etwa 200 Paaren. Ebenfalls zu nennen sind kleinere Bestände von Rothalstaucher, Zwergdommel und der Kleinralle. In strukturreichen Wald-Offenland-Gebieten gibt es Vorkommen von Wiedehopf, Heidelerche, Neuntöter, Ziegenmelker, Sperlingskauz und Raufußkauz. Auf dem Herbstzug rasten bis zu 30.000 Wasservögel im Gebiet, diese bestehen aus über 70 Zugvogelarten.
Insgesamt sind 49 Säugetierarten nachgewiesen. Unter 16 Fledermausarten fallen individuenreiche Bestände von Wasserfledermaus und Großem Abendsegler auf. Der Fischotter hat mit 100–150 Alttieren eines der dichtesten Vorkommen in Mitteleuropa. Das Gebiet des Biosphärenreservats gehört zum regelmäßigen Streifgebiet des Wolfs.

## Klima
Der mittlere Jahresniederschlag im kontinental beeinflusstes Klima des Reservates beträgt im Durchschnitt 630 mm, wobei ein Gradient von West, Südwest mit 600 mm nach Ost Südost mit 700 mm vorliegt. Das Niederschlagsmaximum liegt in den Monaten Juni bis August, mehr als die Hälfte des Niederschlags fällt mit 59 Prozent in der Vegetationsperiode. Im Mittel beträgt die Temperatur 8,5 °C. Der kälteste Monat ist der Januar mit etwa −0,7 °C, der wärmste Monat ist der Juli mit Mittel etwa 18,1 °C. Die Jahresschwankungen der Temperatur betragen 18,7 °C bis 19 °C.
Über die Hälfte der Winde kommen aus west- bis südwestlicher Richtung, im Juli liegt ein erhöhter Nordwestwindanteil vor. Im Winter sind nördlich bis östlich wehende Winde zu verzeichnen, welche regelmäßig zu starken Schneeverwehungen führen.

## Bevölkerung
Im Gebiet lebten im Jahr 2006 außerhalb der Kern- und Pflegezone etwa 10.300 Einwohner in 12 Gemeinden mit 62 Ortsteilen. Die Fläche der Verkehrs- und Siedlungsflächen beträgt etwa 1100 ha. Im Biosphärenreservat gibt es noch traditionelle Erwerbszweige der Landwirtschaft, der Forstwirtschaft, der Fischerei und des Handwerks, die meisten Arbeitsplätze liegen in den näheren Städten Bautzen, Hoyerswerda, Niesky und Kamenz. Die nächste größere Stadt ist Bautzen mit etwa 41.000 Einwohnern. Besonderes Merkmal des Biosphärenreservates sind Rekultivierungsflächen der ehemaligen Braunkohletagebaue und der zweisprachige Kulturraum (deutsch und sorbisch).